# 竹内てるよ
竹内 てるよ（たけうち てるよ、1904年（明治37年）12月21日 - 2001年（平成13年）2月4日）は、北海道出身の詩人、小説家、霊能者。本名、竹内照代。

## 経歴
銀行員と芸者との間に札幌市で生まれるが、生後すぐに釧路の父方の祖父母に引き取られる。日本高等女学校を肺結核療養のため中退。婦人記者となった後に20歳で結婚し、一子をもうけるが、脊椎カリエスに罹患して1928年に離婚。以後、詩作を続け、1930年に第一詩集『叛く』を刊行した。2001年2月4日、老衰のため死去。
2002年9月29日、スイスのバーゼルで開催された 「国際児童図書評議会」 (IBBY) 創立50周年記念大会で、日本の美智子皇后がスピーチの中で代表作「頬」を引用したことから、改めて注目されるようになった。
自伝小説『海のオルゴール』は、これまで2回TVドラマ化されている。

## 著作
- 『叛く』銅鑼社、1929[8]
- 『曙の手紙』黒潮時代社、1930
- 『大きくなつたら : 渓文社満二ケ年紀念出版』渓文社、1932
- 『第二曙の手紙 : 竹内てるよ詩文集』渓文社、1932
- 『花とまごころ : 竹内てるよ詩集』渓文社、1933
- 『葡萄 : 竹内てるよ作品集』渓文社、1934
- 『静かなる愛：詩集』第一書房、1940
- 『悲哀あるときに』第一書房、1940
- 『生命の歌』第一書房、1941
- 『灯をかかぐ』文昭社、1942
- 『微笑少女』弘学社、1943
- 『雪のある素描』鄰友社、1943
- 『美しき朝』明治美術研究所、1943
- 『花を献ず』有光社、1943
- 『潔くあれ』黎明社、1944
- 『若人に光あれ : 文学パンフレット』文化交流社、1945
- 『能のをみなたち』南北書園、1946
- 『生命の歌』南北書園、1946
- 『黎明の書』萬里閣、1946
- 『いのち新し : 自選詩集』目黒書店、1946
- 『霜の来る朝』目黒書店、1946
- 『永遠の花：竹内てるよ歌集』（大和秘歌、流転、炎天下）六都書店、1946
- 『北のふるさと物語』白都書房、1947
- 『銀の逸矢 : 少女詩集』利根屋書店、1947
- 『白百合物語：少女小説』大和書房、1947
- 『夕月：詩集』第一書店、1947
- 『子供部屋 : 童詩集』愛育社、1949
- 『花と母性』（女性新書）印刷局、1949
- 『靜かなる生存：竹内てるよ詩集』中部文學社、1949
- 『生命の歌：竹内てるよ詩集』白林社、1949
- 『生と死とのあひだ』保健同人社、1950
- 『わが愛の書』東和社、1950
- 『愛と孤独と』寶文館、1950
- 『ひかり立ちぬ』協立書店、1951
- 『したきりすずめ』佐野浩絵、めんどり社、1951
- 『いのち新し』主婦之友社、1952
- 『竹内てるよ作品集』（1-4）宝文館、1952
  1. 『自伝　いのちの限り』
  2. 『感想　悲哀あるときに』
  3. 『感想　愛と孤独と』
  4. 『人生詩集　花よわれらは』
- 『バラサン岬の少年たち : 中学生の読物』宝文館、1952
- 『母 : この最後なるもの』実業之日本社、1957
- 『傷の中の青春』実業之日本社、1957
- 『花とメノコと』第二書房、1958
- 『この涙を明日に残して』番町書房、1966
- 『わたしの花束 : 生活詩集』生活文化社、1967
- 『海のオルゴール : 子にささげる愛と詩』家の光協会、1977（『海のオルゴール : 女声合唱曲集 : 子にささげる愛と詩』大中恩作曲、カワイ出版、1978）
  - 『海のオルゴール : 子にささげる愛と詩　新装版』家の光協会、2002
- 『因縁霊の不思議』たま出版、1978
  - 『因縁霊の不思議　新版』たま出版、1991
- 『若きたましいに』創隆社、1979
  - 『詩のこころ : 若きたましいに』創隆社ジュニアブックス、1982
- 『粉雪の町』（ぷやら新書）沖積舎、1981
- 『人霊移存の正体』たま出版、1981
- 『生命の歌：竹内てるよ詩集』渓文社、1983
- 『いのち新し : 母として、霊能者として』たま出版、1984
- 『こころのひらくとき：詩をつくりたいあなたに』創隆社ジュニア選書、1991
- 『わが子の頬に : 魂の詩人・竹内てるよの生涯』たま出版、2002
- 『いのち新し：魂の詩人・竹内てるよの遺作』たま出版、2003
- 『静かなる夜明け : 竹内てるよ詩文集』月曜社、2003
- 『美しき時：竹内てるよ詩集』小倉広子、2008

### 共著
- 『詩の本』（神保光太郎と）朝日新聞社、1956